# Герб Каракаса
Герб Каракаса — офіційний геральдичний символ міста Каракаса, столиці Венесуели.

## Опис та символізм
Герб Каракаса є геральдичним щитом, оточеним золотою стрічкою. На синьому полі герба розміщено зображення лева з язиком червоного кольору, який стоїть на задніх лапах. Лев однією лапою спирається на золотий щит, на якому зображений червоний хрест. Герб увінчано царською короною, яка є символом влади й величі. Лев символізує силу й мужність.